# Pere Maspons i Camarasa
Pere Maspons i Camarasa (Granollers, 1885 - 1962) va ser un comerciant i escriptor de Granollers, germà de Jaume Maspons i Camarasa.
Va estudiar Química i Farmàcia i el 1905 va emigrar a L'Equador, on va començar a treballar com a ajudant de farmàcia. Des del 1907 treballa pel seu compte fundant l'empresa Maspons y Cía, dedicada a la venda de queviures i vins. Va participar en la fundació de La Casa Española el 1914, una companyia que exportava cafè a l'Estat espanyol. També va fundar la Compañía de Intercambio y Crédito i la Fábrica de Cementos Cerro Azul.
A l'Equador va participar en diverses publicacions amb el pseudònim Bachiller Hispano. També escrivia versos i poemes com un himne a Guayaquil musicat per Angelo Negri. En retirar-se va tornar a viure a Granollers, on va fundar la Fundació Maspons i Camarasa per promoure “manifestacions espirituals col·lectives”. El 1959 va crear el premi per a monografies comarcals que es va seguir convocant fins al 1968. Va impulsar la rehabilitació de l'església de Sant Francesc de Granollers, que el 1956 esdevingué la seu de la fundació cultural que duu el seu nom.